# Robert Weill
Pour les articles homonymes, voir Weill.
Robert Weill, né le 25 avril 1916 à Suresnes et mort le 30 juin 1940 à Gibraltar était un officier de l'armée de l'air de la France libre.

## Biographie
Fils d'un capitaine du génie, il est reçu second en 1936 l'École spéciale militaire de Saint-Cyr, d'où il sort sous-lieutenant en septembre 1938.

Il est alors affecté à la 11e compagnie du 14e régiment de tirailleurs algériens.

En juillet 1939, sur sa demande il est affecté à l'école de l'air de Vélizy-Villacoublay comme élève-pilote.
En janvier 1940, il est envoyé en stage, au Maroc, à l'école de perfectionnement au pilotage de Meknès.

Membres de l'école de perfectionnement au pilotage de Meknès, le capitaine Jacques de Vendeuvre et ses compagnons, les capitaines Gustave Lager et Michel Meyrand, les lieutenants Pierre Aubertin et Pierre Tassin de Saint-Péreuse et le sous-lieutenant Robert Weill sont à Casablanca, en partance pour la France quand ils apprennent la demande d'armistice du maréchal Pétain. Ils décident de continuer le combat en Afrique du Nord si le général Noguès commandant en chef du théâtre d'opération d'Afrique du Nord confirme sa volonté de ne pas accepter l'armistice et dans le cas contraire de rejoindre l'Angleterre.
 Quand le 29 juin 1940, leur parvient la nouvelle de la libération de l'ensemble des prisonniers de guerre italiens détenus au Maroc et la décision qu'au 1er juillet, tous les avions doivent être rendus inutilisables, ils décident de partir pour rejoindre l'Angleterre.

Le 30 juin 1940, les 6 aviateurs rejoints par le lieutenant Jean-Pierre Berger et le sous-lieutenant Bertrand Jochaud du Plessix prennent la navette qui les conduit, comme d'habitude, sur le terrain d'aviation de Berrechid situé à une cinquantaine de kilomètres au Sud de Casablanca.
 Munis de faux ordres de mission, ils prennent 3 Glenn Martin.

- Dans le premier appareil piloté par le capitaine Jacques de Vendeuvre, prennent place le lieutenant Jean-Pierre Berger et le sous-lieutenant Bertrand Jochaud du Plessix.
- Dans le second appareil piloté par le capitaine Gustave Lager,  prennent place les lieutenants Pierre Aubertin et Pierre Tassin de Saint-Péreuse
- Dans le troisième appareil piloté par le capitaine Michel Meyrand, essaye de prendre place le sous-lieutenant Robert Weill. Celui-ci n'arrivant pas à ouvrir la porte arrière de l'appareil, monte finalement dans le premier appareil piloté par Vendeuvre.

À 16 heures les avions décollent et parcourent le chemin sans incident.
 Parvenus à hauteur de Gibraltar, les appareils pilotés par Lager et Meyrand se posent sans encombre sur le terrain du Rocher surprenant la vigilance de la DCA espagnole de Franco.  L'appareil de Vendeuvre, dans lequel se trouve Robert Weill, plus lent car surchargé, est alors pris à partie par l'ensemble des canons antiaériens espagnols et s'écrase dans le port. Les vedettes britanniques venues à leurs secours recueillent le corps de Robert Weill et de ses 3 compagnons. 

Ce sont les 4 premiers morts de la France libre. Ils sont inhumés le lendemain au cimetière de North Front près du terrain d'aviation à Gibraltar.

## Décorations
- Compagnon de la Libération par décret du 13 Mai 1941[2]
- Il est cité à l'ordre des Forces Aériennes Françaises Libres le 13 juillet 1940